# 駒沢町
駒沢町（こまざわまち）とは、東京府荏原郡にかつて存在した町である。現在の世田谷区の東部に位置していた。

## 沿革
- 1889年（明治22年）5月1日 - 町村制の施行に伴い、下馬引沢村、上馬引沢村、野沢村、世田ヶ谷新町村の全域と、以下の5村の各一部を合併して駒沢村が発足（カッコ内は残部の編入先）。
  - 深沢村（玉川村）
  - 弦巻村（世田ヶ谷村）
  - 世田ヶ谷村（世田ヶ谷村、松沢村）
  - 下野毛村（玉川村）
- 1925年（大正14年）10月1日 - 駒沢村が町制施行して駒沢町となる。
- 1932年（昭和7年）10月1日 - 荏原郡全域が東京市に編入され、駒沢町の区域に世田谷区を設置。

## 行政

### 歴代町長
- 大倉勝馬

## 交通

### 鉄道
- 玉川電気鉄道（現東急電鉄）
  - 玉川線：中里駅 - 上馬駅 - 真中駅 - 駒沢駅 - 新町駅 - 桜新町駅

### 道路
現在の呼称。
- 玉川通り

## 現在の地名
下馬、上馬、弦巻、野沢、駒沢、駒沢公園、桜新町、新町（いずれも大体の範囲）

## 教育機関
- 駒澤大学
- 明治大学駒沢運動場（1930年明治薬学専門学校に売却）
- 東京高等獣医学校
- 帝国自動車学校
- 駒沢農商公民学校
- 駒沢青年訓練所
- 駒沢尋常高等小学校
- 深沢尋常小学校
- 旭尋常小学校

## 出身・ゆかりのある人物
- 平山松治（薬学者、薬学博士）[1] - 富山薬学専門学校校長。平山の遺族宅は駒沢町上馬[1]。